# 岳麓书社
岳麓书社是中南出版传媒集团旗下的古籍出版社，成立于1982年4月，ISBN代号为978-7-80520、978-7-80665、978-7-80761。
2008年，岳麓书社改制为湖南岳麓书社有限责任公司。2010年，岳麓书社与韩国祥明大学签订协议，岳麓版初中、高中历史教材共7种被祥明大学作为教材使用。